# Estrecho de Honguedo
El estrecho de Honguedo (en francés Détroit d'Honguedo, en inglés Honguedo Strait) es un estrecho del este de América del Norte. El origen del nombre es desconocido, pero podría estar relacionado con la palabra micmac para lugar de encuentro. Tiene un ancho mínimo de aproximadamente 70 km.
Se localiza entre la Isla de Anticosti y la península de Gaspesia en Quebec, Canadá. Es el lado norte de una bifurcación del río San Lorenzo en su estuario, el golfo de San Lorenzo. La otra es el estrecho de Jacques Cartier en el norte de la isla de Anticosti.
- Datos: Q3045392
- Multimedia: Honguedo Strait / Q3045392